# Michael Ramsey
Pour les articles homonymes, voir Ramsey.
Arthur Michael Ramsey, né le 14 novembre 1904, mort le 23 avril 1988, baron Ramsey de Cantorbéry, est le 100e archevêque de Cantorbéry.

## Biographie
Nommé le 31 mai 1961, il occupe la charge d'archevêque de Canterbury de juin 1961 jusqu'en 1974.
Le 24 mars 1966 a lieu la rencontre historique entre l’archevêque de Canterbury et le pape Paul VI. 
Un an plus tard est établie la "Commission internationale anglicane-catholique romaine" (ARCIC), instance de dialogue œcuménique qui a pour but de faciliter la réunion ecclésiologique de la communion anglicane et de l'Église catholique et d'adopter des positions communes dans les débats sociaux et éthiques.
Après avoir démissionné de sa fonction d'archevêque en 1974, il est créé pair à vie en tant que baron Ramsey de Cantorbéry, ce qui lui permet de continuer à siéger à la Chambre des lords qu'il avait fréquentée jusqu'alors en tant que Lord Spiritual.